# グランドニッコー東京 台場
グランドニッコー東京 台場（グランドニッコーとうきょう だいば、GRAND NIKKO TOKYO DAIBA）は、東京都港区台場にあるシティホテルである。京急グループのホテル・グランパシフィック・メリディアンとして開業し、ホテル グランパシフィック LE DAIBAを経て、オークラニッコーホテルマネジメントによる運営に移行したことに伴い、2016年7月、現名称にリブランドされた。底地と建物はヒューリックが所有する。

## 概要
東京臨海副都心の台場地区に、京浜急行電鉄が創業100周年事業の一環として日本生命保険とともに計画を進め、1998年6月1日、「ホテル・グランパシフィック・メリディアン」として開業。運営は京急の全額出資子会社である京急都市開発があたり、ホテル京急が運営する品川駅前のホテルパシフィック東京（2010年9月で営業終了）と同様、京急とル・メリディアンホテル&リゾート（後にスターウッド・ホテル&リゾート傘下）との提携に則り営業を始める。
2002年3月、京急都市開発とホテル京急は合併し、存続会社のホテル京急が運営を引きつぎ、2005年5月、京急が賃借先であった日本生命から330億円で建物を取得、運営と所有を一体化した（後に底地も取得）。またそれを機に7月、ホテル京急から運営を担うホテルグランパシフィックを分離発足させた。
2008年5月末で京急はル・メリディアンとの28年にわたる提携を打ち切り、6月1日からサミット・ホテルズ&リゾーツとの提携に切り替えた。これを受け名称も「ホテル グランパシフィック LE DAIBA」に改められ、ホテルパシフィック東京とあわせてパシフィックホテルズを形成することになった。
2016年5月、利益の6割を鉄道に依存する収益構造の是正を図るため事業構造改革を進める京急は、2020年度以降、品川駅周辺約6万平方メートルの所有地に対する再開発を本格化させるべく、それに伴う数千億円規模の投資負担と収入減少に対応するため、ヒューリックに底地、グランブルー合同会社（芙蓉総合リース）に建物の信託受益権を売却した（2019年ヒューリックが建物を追加取得。）また運営会社のホテルグランパシフィックは、オークラニッコーホテルマネジメントに売却され、7月、グランドニッコー東京に改称。ホテルは「グランドニッコー東京 台場」にリブランドされた。
このホテルは、台場駅を挟んだ向かい側にあるホテル日航東京（現：ヒルトン東京お台場）と共に、1996年に台場地区で開催予定だった世界都市博覧会にあわせて建設されたものである。しかし、前年（1995年）に都市博開催中止が決定されたため、ホテルの建物の躯体と外観が完成した段階で、内装設備工事を残して工事は一旦中断された。一方、隣接するホテル日航東京は同開催中止後も建設を進め、予定通り1996年に開業した。その後、グランパシフィックも工事を再開し、当初予定より2年遅れて1998年に開業している。
台場駅からはペデストリアンデッキで接続され、臨海副都心内では建物規模・客室数ともに最大のホテルでもある。客室によってはレインボーブリッジや羽田空港を発着する航空機、フジテレビ本社屋（FCGビル）やパレットタウンなどが見渡せる。
千葉県浦安市にある東京ディズニーリゾートのグッドネイバーホテルの一つであり、ホテル〜東京ディズニーランドおよび東京ディズニーシー間にグッドネイバーホテル・シャトルが運行されている。なお、このシャトルは予約定員制である。
芙蓉懇談会に加盟する。

### ホテルのコンセプト
開業時は、ル・メリディアンがもともとエールフランス系列のホテルチェーンだったことから、「パリ21区の生活」または「21区目のパリ」をホテルのコンセプトとし、調度品やアメニティ、レストランなども、フレンチテイストなものとしていた。その後、お台場が人気のレジャーリゾート観光地へと発展していったことを受け、グランパシフィック・メリディアンは、東京リゾートシーンというコンセプトのもと、施設、内装等を周辺ニーズに対応させるため、フィットネスクラブの増床や、アトリウムチャペル、レストランのリニューアルを行ったほか、沖縄のエステティックサロンやスイーツをテーマにした商業施設を開業するなど施設の拡充を図った。このほか期間限定のコンセプトルームである「PROJECT ROOM－G」、「ROOM-G ジャブロータイプ」、「キャプテンハーロック」、劇場版「銀河鉄道999」等も用意された。
グランドニッコーにリブランド後は2020年東京オリンピック・パラリンピックの開催に備え、2016年からの3年間で二十数億円をかけて高層階の客室やレストランを中心に改装が行われた。

## 付帯施設
- レストラン&バー
- 大・中宴会場・高層宴会場・アトリウム
- GALLERY 21（ギャラリー・ヴァンテアン）
- 会員制スポーツクラブ「Le Club」（宿泊客も利用可能）
- 室内プール・屋外プール（夏期のみ営業）
- verre et cour（ヴェルエクール）
- クリニック
- スパ

## 沿革
- 1998年6月 京急都市開発の運営で開業。
- 2002年3月 京急都市開発とホテル京急が合併し、ホテル京急が運営を引き継ぐ。
- 2005年
  - 5月 日本生命保険から京浜急行電鉄が建物を330億円で取得。
  - 7月 ホテル京急からホテルグランパシフィックが分離され、運営を移管。
- 2008年6月 ホテル・グランパシフィック・ル・ダイバと、ホテルパシフィック東京とで、新ブランド「パシフィックホテルズ」を形成し、サミット・ホテルズ&リゾーツと提携。
- 2016年
  - 5月 京浜急行電鉄が保有するホテルグランパシフィック株式をオークラ ニッコー ホテルマネジメントとホテルオークラ スペースソリューションズ に売却。
  - 7月 運営会社がグランドニッコー東京に商号変更、ホテル名もグランドニッコー東京 台場に変更。

## ギャラリー

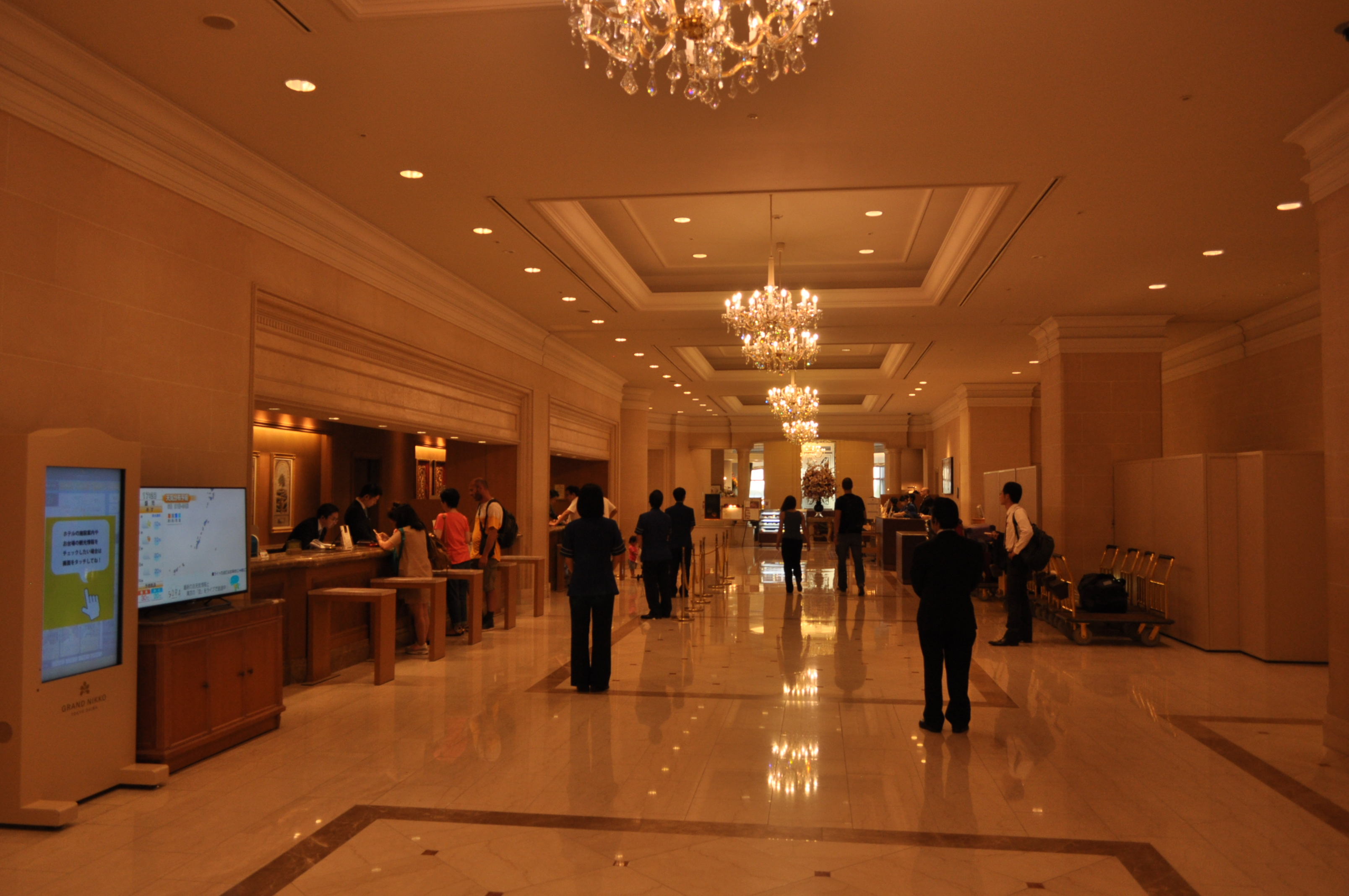
宴会場ロビー（2016年9月6日撮影）
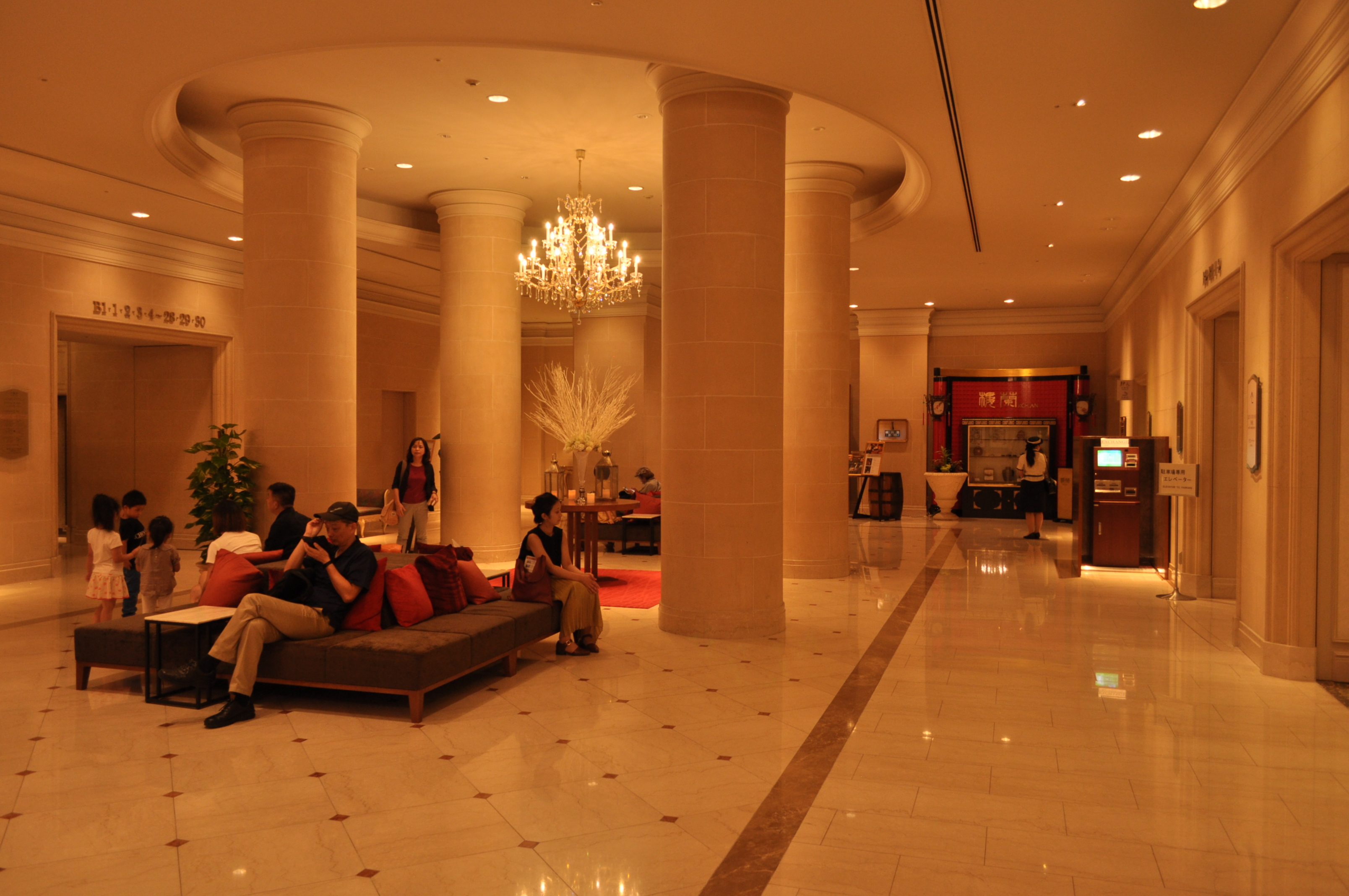
宴会場ロビー（2016年9月6日撮影）
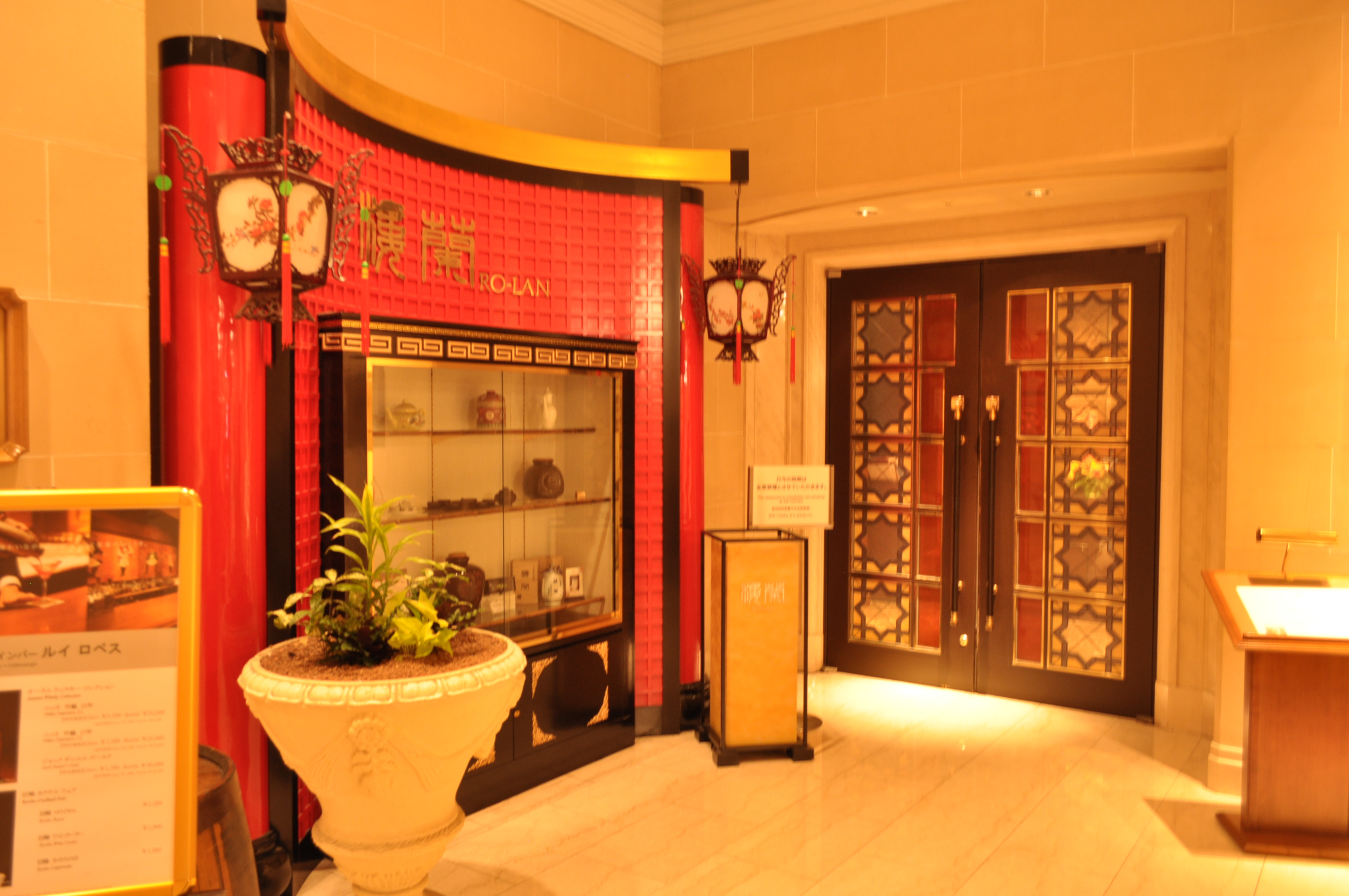
中華料理店（2016年9月6日撮影）

## 問題
2025年4月17日、グランドニッコー東京 台場など都内の大手ホテルを運営する15社が「Front　Reservation会」と呼ばれる会合にて客室単価などの内部情報を共有していたことがわかり、公正取引委員会が独占禁止法違反（不当な取引制限）の疑いで警告を出す方針を固めたことがわかった。

## その他
- 1999年11月5日、保釈中であったが、妻の実家で行われる法要への出席を理由に裁判所からの旅行許可を得て、韓国に入国したものの、入院先の病院から行方をくらましていた許永中がこのホテルで身柄拘束される。
- 2000年に公開された映画『ゴジラ×メガギラス G消滅作戦』では、このホテルがゴジラに破壊される描写がある。
- TOKYO MXの朝の情報番組「U・LA・LA@7」にて、毎朝7時13分のCM前のアイキャッチを提供していた。映像は基本的に同じだが、BGMが毎日異なる。
- 2011年、2014年、2017年、2018年、2020年のKEIRINグランプリにおける、共同記者会見及び一般ファンも参加した前夜祭が開催された（2020年は関係者のみ招待）。

## 交通

### 鉄道
- ゆりかもめ（台場駅）
- 東京臨海高速鉄道（東京テレポート駅）

### バス路線
- グランドニッコー東京 台場（玄関ロビー）
  - 東京空港交通：羽田空港方面・成田空港行
  - お台場レインボーバス（ケイエム観光バス）：お台場地区巡回 - 品川駅港南口（東口）・田町駅東口行　
  - 関東バス：吉祥寺駅北口・関東バス武蔵野営業所行き（土日祝のみの運行）
- 以下はホテル宿泊者等専用
  - グッドネイバーホテル・シャトル：東京ディズニーランド・東京ディズニーシーゆき
- 台場駅前バス停
  - 東京都交通局：豊洲駅・門前仲町方面